# Stadio Sprint
Stadio Sprint è stato un programma dedicato al calcio in onda su Rai 2, in precedenza su Rai 3, alle ore 17:05 nelle domeniche nelle quali si disputa il campionato di Serie A.
Il programma fu sospeso dal 2005 al 2008 a causa della perdita dei diritti tv della Serie A da parte della RAI in quel triennio.
Dal 2015 il programma viene inglobato all'interno della prima parte di 90º minuto, condotto da Marco Mazzocchi e Paola Ferrari, che da quest'anno prevede (un po' come accadeva a Controcampo su Italia 1): 90º minuto Zona mista (dalle 17:00 alle 18:00, l'orario di Stadio Sprint) con le interviste a caldo in zona mista; 90º minuto (dalle 18:00 alle 19:00), con tutti i gol della giornata di Serie A; 90º minuto Tempi supplementari (dalle 19:00 alle 19:30), con commenti, approfondimenti e informazioni sui posticipi della giornata di campionato. Fra gli opinionisti sono presenti volti importanti come Cesare Prandelli e Gianni De Biasi.

## Contenuti ed aspetti del programma
Il programma era dedicato alle interviste a caldo dei protagonisti al termine delle partite.
Nello studio sono presenti 10 schermi televisivi, collegati con gli stadi dove si sono disputate le partite di Serie A. Gli schermi utilizzati comunque sono solitamente 7, come le partite di Serie A giocate la domenica pomeriggio. Inoltre è presente un opinionista in studio.
Sugli schermi passavano in rassegna solitamente tutti gli allenatori, alcuni dirigenti, e alcuni giocatori delle società impegnate nelle partite pomeridiane della massima serie. Essi venivano intervistati prima dall'inviato sul campo e poi, eventualmente, dal presentatore e dall'opinionista. Le interviste erano coordinate dal presentatore che decideva le precedenze in base agli arrivi.
A partire dalla stagione 2015-2016, il programma è stato ricompreso nella nuova versione di 90º minuto.
La sigla del programma è il brano Tutto lo stadio ed è interpretato da Tullio De Piscopo.

## Conduttori della trasmissione
- 1995-1997: Gianfranco De Laurentiis e Giorgio Martino.[1] Ospiti in studio: Aldo Agroppi, Eugenio Fascetti[2], Vincenzo D'Amico;
- 1997-2000: Giorgio Martino. In questa edizione fu ospite solo Vincenzo D'Amico;
- 2000-2005: Enrico Varriale. In questa ultima edizione del 2004-2005 fu introdotto anche l'indirizzo email, con la collaborazione di Elena Santarelli e di Simona Rolandi.
- La trasmissione fu sospesa al termine della stagione 2004-05, non avendo la Rai acquisito i diritti tv. Li riacquisterà nel 2008, ricominciando così a trasmettere a partire dalla stagione 2008-09.
- 2008-2015: Enrico Varriale con la collaborazione di Simona Rolandi (poi dal 2010 Giovanna Carollo). Fino al 2012 opinionista della trasmissione era Bruno Gentili.

## Controversie
Durante la direzione di Enrico Varriale, il giornalista fu autore di vari screzi con gli allenatori:
- Nella puntata del 24 novembre 2002 Varriale polemizzò dapprima con Marcello Lippi, successivamente con Renzo Ulivieri e infine con Carlo Mazzone: quest'ultimo lo invitò ad un maggior rispetto verso gli intervistati.[3]
- Nell'autunno 2008 José Mourinho abbandonò un'intervista ritenendosi offeso dalle domande che Varriale gli pose[4], mentre Walter Zenga reagì con veemenza al rimprovero mossogli dal giornalista per non aver rilasciato dichiarazioni la settimana precedente.[5] L'ex portiere si riconciliò con Varriale nei giorni successivi.[6]

## Primo Stadio
Nelle stagioni 2010-2011 e 2011-2012 andava in onda, la domenica alle 14 su Rai Sport 1 (talvolta su Rai Sport 2 in caso di concomitanza con altri eventi sportivi), la trasmissione Primo Stadio (la grafia ufficiale era Pr1mo Stadio e nella prima stagione vi era anche il sottotitolo Anteprima calcio). Si trattava di un approfondimento di circa un'ora dedicato al pre-partita delle gare delle ore 15 e al post-partita del lunch match delle 12:30. La trasmissione era di fatto un prolungamento di Stadio Sprint, condotto sempre da Enrico Varriale. In occasione dei turni serali del campionato (ad esempio i turni infrasettimanali) Primo Stadio cominciava solitamente alle 19:30. Dalla stagione 2012-2013 il programma è stato cancellato a causa della perdita dei diritti televisivi per quella fascia oraria.